# Jack Gleeson
Pour les articles homonymes, voir Gleeson (homonymie).
Jack Gleeson, né le 20 mai 1992 à Cork dans la province de Munster, est un acteur irlandais.

## Biographie

### Enfance, adolescence, formation
Jack Gleeson commence à prendre des cours de théâtre à l'âge de sept ans. Adolescent, il tient au cinéma des rôles secondaires dans Batman Begins de Christopher Nolan (2005), Shrooms de Paddy Breathnach (2007) et A Shine of Rainbows de Vic Sarin (2009). En 2010, le long-métrage All Good Children, réalisé par Alicia Duffy, lui vaut d'être remarqué : Variety parle de lui comme de la « grande découverte » du film.
À la télévision il apparaît dans quatre épisodes de la série irlandaise Killinaskully, créée par l'humoriste Pat Shortt. 

### Activité de comédien
En juillet 2009, il est engagé pour interpréter le cruel Joffrey Baratheon dans Le Trône de Fer (Game of Thrones), diffusée depuis 2011 sur la chaine HBO. Gleeson devait à l'origine être la doublure d'un autre acteur qui était envisagé pour le rôle de Joffrey, mais sa prestation durant l'audition a convaincu les créateurs de la série de lui confier le personnage. Ce rôle dans une série à succès lui vaut une notoriété internationale. David Benioff et D. B. Weiss, les scénaristes de la série, jugent que l'interprétation de Jack Gleeson est pour beaucoup dans l'impact du personnage de Joffrey auprès du public. 
Suivant en parallèle un cursus en philosophie et théologie au Trinity College à Dublin, il y obtient une bourse d'études en 2012.
En décembre 2012, il annonce qu'après son rôle dans Game of Thrones, il compte abandonner le métier de comédien qu'il avait pratiqué avant tout pour le plaisir, et se consacrer à ses études pour viser une carrière universitaire. Il envisage cependant de continuer à faire du théâtre en amateur. Fin 2013, s'exprimant durant un colloque organisé par l'Oxford Union, il déclare avoir été dépassé par une notoriété dont il n'avait pas prévu l'étendue et qui l'a mis mal à l'aise ; plus largement, il se montre très critique envers le statut accordé aux célébrités dans la société contemporaine.

### Vie privée
Jack Gleeson se marie le 27 août 2022 avec sa compagne de longue date, Roisin O’Mahony, dans le Comté de Kerry en Irlande.

## Filmographie

### Courts-métrages
- 2002 : Moving Day de Rob Burke : Jack
- 2003 : Fishtale de Paul Glynn : le garçon avec le poisson
- 2004 : Tom Waits Made Me Cry de Fergal Rock : le jeune Vincent

### Films
- 2002 : Le Règne du feu (Reign of Fire) de Rob Bowman : un des enfants
- 2005 : Batman Begins de Christopher Nolan : John Blake
- 2007 : Shrooms (Mush) de Paddy Breathnach : le jumeau solitaire
- 2009 : A Shine of Rainbows de Vic Sarin : Seamus
- 2010 : All Good Children d'Alicia Duffy : Dara
- 2023 : In the Land of Saints and Sinners de Robert Lorenz : Kevin

### Séries télévisées
- 2006-2008 : Killinaskully :  Pa Connors, Jr (4 épisodes)
- 2011-2014 : Game of Thrones : Joffrey Baratheon (33 épisodes)
- 2023 : Sex Education : Moe, le Barjo
- 2025 : Sandman : Puck

## Distinction

### Nomination
- Screen Actors Guild Awards 2012 : Meilleure distribution pour une série télévisée dramatique